# Lahey v. Commonwealth of Pennsylvania
Lahey v. Commonwealth of Pennsylvania es el decimotercer episodio de la cuarta temporada de la serie televisiva de drama y misterio How to Get Away with Murder, y es el episodio número 58 de la serie en general. Este episodio salió al aire por primera vez el día 1 de marzo de 2017, por ABC. El episodio fue escrito por Morenike Balogun y Sarah L. Thompson; mientras que Zetna Fuentes lo dirigió.

## Reparto
- Viola Davis como Annalise Keating
- Billy Brown como Nate Leahy
- Jack Falahee como Connor Walsh
- Aja Naomi King como Michaela Pratt
- Matt McGorry como Asher Millstone
- Conrad Ricamora como Oliver Hampton
- Karla Souza como Laurel Castillo
- Charlie Weber como Frank Delfino
- Liza Weil como Bonnie Winterbottom

## Trama
- Nota: (Esta es la segunda parte del Crossover; inicia en el episodio de Scandal titulado Allow Me to Reintroduce Myself)

Continuando justo tras los eventos del episodio Allow Me to Reintroduce Myself de la serie Scandal, Olivia Pope ayuda a Annalise Keating a practicar sobre el caso de su demanda colectiva para reformar el sistema penal de los Estados Unidos. Annalise recibe llamadas una y otra vez de Jacqueline, la exesposa de su terapeuta: el Doctor Isaac Roa, pero ella sigue ignorándolas debido a que la última vez que lo vio, Isaac había vuelto a las drogas y ambos tuvieron una fuerte discusión. Olivia le dice a Annalise que no puede distraerse con otros asuntos personales, y Annalise continua practicando.
Annalise continúa trabajando con ayuda de Olivia, pero se distrae ocasionalmente por llamadas de Jacqueline. Cuando sus padres llegan a Washington para apoyarla, Annalise comienza a ponerse nerviosa. Más tarde, Olivia le reclama a Annalise el hecho de que no le haya contado que el hijo de su cliente, Nate, solía ser su novio. Annalise le resta importancia, y ambas siguen preparando la corte.
Por otro lado, Connor, Oliver, Asher y Laurel viajan a Washington para apoyar a su profesora y ayudarla en lo que puedan. Michaela y Marcus Walker pasan mucho tiempo trabajando juntos, y finalmente terminan teniendo sexo. Laurel, Connor y Oliver descubren que Michaela le fue infiel a Asher, mientras este intenta acoplarse y trabajar codo a codo con Marcus.
El día en que Annalise presentará su caso, recibe una llamada de Jacqueline, y estando nerviosa decide tomar la llamada. Jacqueline le revela que Isaac Roa tuvo una sobredosis y esta en el hospital. Mientras Annalise procesa las noticias en shock, Jacqueline la culpa por el relapso de su exesposo. Annalise comienza a perder el control de la situación, y sintiéndose culpable por lo que le sucedió al terapeuta, se derrumba. Olivia y Michaela intentan ayudarla a recuperar el control, aun si significa que ella misma recaiga en su alcoholismo.
Olivia le ordena a Michaela que le traiga una botella de vodka, mientras intenta convencerla de que puede hacerlo, y que solo tiene que hacer lo mismo que hace siempre en la corte. Annalise logra recuperarse justo a tiempo, y evita tomar alcohol en el proceso. Mientras se levanta para presentar el caso, su madre, Ophelia, comienza a tener un episodio de demencia, por lo que Olivia se encarga de ella mientras Annalise se dirige al estrado. Recobrando la razón, Ophelia le da un consejo a Olivia para que aplique en su propia vida.
Annalise comienza a refutar en la corte sobre su caso y el del Sr. Lahey y como el sistema judicial lo convirtió en un asesino. El juez Strickland le pregunta a Annalise si está defendiendo el hecho de que su cliente haya asesinado a alguien y si está enfocando el caso en la raza y racismo. Annalise le dice que no específicamente, pero si es un factor que se debe tomar en cuenta. El juez Strickland la presiona y Annalise le dice que si quiere llevar el enfoque del caso en el racismo, y el le dice que entonces no pueden escucharla porque no proceso el caso como uno contra racismo, si no como uno sobre el presupuesto de la defensa pública, y que por eso debería regresar a Pensilvania.
Annalise se pone a pensar mientras todos los jueces discuten, y les pide tiempo para pensar en su refutación, a lo que ellos acceden; ella envía a Michaela y a Marcus a investigar un caso específico y traerle una declaración sobre ese caso. Michaela y Marcus se apuran en la biblioteca, donde Marcus coquetea un poco con Michaela una vez más. Annalise espera en la sala de justicia mientras Ingrid argumenta que Annalise no tiene los fundamentos correctos en su caso. Olivia, Ophelia y Mac entran a la sala de justicia.
El juez Strickland le pide a Annalise que continúe, y Annalise, algo desanimada se levanta. Michaela y Marcus llegan al último momento, y le dan unas hojas a Annalise. Annalise comienza a argumentar que la raza es un factor determinante para el caso, e incluso cita al mismo juez Strickland sobre que "la raza siempre debe ser considerada un factor importante". Ella da un discurso en la Sala de Justicia sobre como el racismo es lo que ha ocasionado tantas injusticias, y como desde 1791 la constitución de los Estados Unidos determinaba defender los derechos de todos los ciudadanos, y le pide ayuda a la corte para que puedan lograr ese cometido.
Tras cerrar su argumento Annalise ahora debe esperar la respuesta de los jueces, pero aprovecha para hablar con la prensa fuera de la Corte Suprema y agradece el apoyo de Olivia Pope y sus antiguos estudiantes en el caso. Más tarde, Olivia y Annalise se despiden ya que Olivia regresa a resolver sus propios problemas, mientras Annalise recibe la llamada de Bonnie, quien le revela que Simon Drake está despierto en el hospital.

## Producción
El 3 de enero de 2018, la protagonista de la serie Scandal, Kerry Washington compartió en Twitter una fotografía de ella misma en el set de How to Get Away with Murder, citando a Viola Davis. Mientras los fanes empezaban a especular sobre un episodio crossover, Viola Davis le respondió con una fotografía en el set de Scandal. Más tarde, ese día, el crossover fue confirmado oficialmente por un tuit de Shonda Rhimes. Peter Nowalk compartió una entrevista que hizo con Deadline:

Al inicio de esta temporada, mis guionistas y yo planeábamos el arco argumental completo de Viola, y algo en su historia parecía muy apropiado para Scandal. Cuando fui con Shonda, ella me escucho. Yo le dije, no tenemos que hacerlo, el arco de Viola no necesita esto, pero es posible que sus historias se puedan cruzar muy naturalmente. Y de hecho ella también tomo una parte de Scandal y la historia en realidad se conectó perfectamente. Fue una de esas casualidades en las que los dos nos dimos cuenta de que era algo bueno para ambos personajes, e incluso parecía como si lo hubiéramos planeado desde la temporada pasada.
Pete Nowalk

### Recepción y Audiencias
El episodio fue anunciado como parte de un Crossover de 2 horas con la serie "Scandal", en el mismo bloque que comparten desde 2014 "TGIT". Después de su efectiva promoción este episodio fue visto por 4.14 millones de espectadores y consiguió un 1.1/5 de share en su primera emisión. Este evento aumentó efectivamente la audiencia de la serie con su estreno, subiendo de los 3.26 millones de espectadores; aproximadamente 0.88 millones de espectadores más que el episodio anterior.
En el rango de los primeros 7 días en su emisión, el episodio fue visto en DVR por 3.00 millones de espectadores y con un 1.1 de share. En total, el episodio recibió una audiencia en promedio de 7.16 millones de espectadores y tuvo un 2.2 de share, colocándolo como el episodio más visto de la cuarta temporada.

### Críticas
En IMDb Lahey v. Commonwealth of Pennsylvania tiene una calificación de 9.2/10, esto como resultado de 3 críticas por parte de Reggie Peralta (Film Book), Keith Noakes (keithlovesmovies.com) y Marie Florschütz (myFanbase, en alemán). Su calificación resulta en críticas en su mayoría favorables. Peralta de Film Book, señala en su reseña la poca credibilidad y desarrollo de los personajes secundarios durante el episodio.

Si hay alguna debilidad en el programa, es la descripción del Presidente del Tribunal Supremo y la hoja de ficha de Strickland (Denis Arndt). Descrito como un "conservador de línea dura", Strickland parece no tener ningún motivo para oponerse a la demanda de Annalise aparte de ser, junto con Ingrid Egan (Sharon Lawrence), la malvada persona designada. Incluso el hecho de que Annalise lo haya citado tomando la postura opuesta en un caso anterior de la Corte Suprema no nos dice nada sobre él, aparte de que él es un oportunista descarado. En resumen, uno desea que se haya puesto tanto pensamiento en su interpretación como los otros elementos del episodio.
Reggie Peralta, Film Book

Candice Horde de Tell-Tale TV, señala la importancia de los colores en la vestimenta de los personajes de Annalise Keating y Olivia Pope. Ella señala que Pope viste en su mayoría del color gris, lo cual indica su propia "naturaleza neutral"; por otro lado, Annalise suele vestir los colores amarillo y azul durante el episodio, mientras la vemos derrumbarse y volverse a levantar en varias ocasiones del episodio. Horde califica el episodio con una puntuación de 5/5 estrellas, mientras los usuarios de la página web la califican con 3.5/5 estrellas.